# Platja de la Rabassada
Platja de la Rabassada és una pintura a l'oli realitzada per Modest Urgell i Inglada, també conegut com a Katúfol. Actualment s'exposa a la sala 16 del Museu d'Art de Girona. Molt probablement l'autor es va inspirar en els paisatges de l'anomenada platja de l'Arrabassada, a la província de Tarragona. Al quadre hi destaca, a mà dreta, una barcassa grossa damunt d'escoes. Al centre de la composició, a la ratlla límit entre platja i mar, un home i una dona arrosseguen una barca cap a la sorra. A primer terme a l'esquerra s'hi observen restes d'una foguera, encara fumejant. Més a l'esquerra i arran de mar, hi observem dues barques amarrades. A segon pla la franja que divideix la franja de mar i la línia de l'horitzó s'hi observa una barqueta de vela. El cel, en un darrer terme, ocupa dues terceres parts del total del quadre. Aquesta era una característica constant en les composicions d'Urgell: una part de terra i dues terceres parts de cel. Salvador Dalí es va inspirar en les composicions de les platges d'Urgell per a les seves pròpies composicions.
En la pintura hi destaca una gamma d'ocres i colors terra. Tant al cel com al color del mar hi abunda el color blanc, amb diverses gradacions, accentuant així la sensació de fredor. La sensació d'horitzontalitat es fa palesa, especialment en la divisió dels espais (sorra, aigua, cel). La pinzellada és en general, plana i llisa. En alguns punts, per marcar l'herba ha fet incisions a la pintura a la manera de raspatge. Les marines solitàries com aquesta són un dels temes més recurrents d'Urgell, i també els paisatges desolats. En destaca l'ambient trist i misteriós, la perspectiva atmosfèrica i el punt de llum imprecís.

## Exposicions
- Primera mostra del Patrimoni artístic de la Diputació de Girona. Octubre de 1979, Fontana d'Or de Girona. Catàleg número 86.